# Ray Briem
Ray Briem (ur. 19 stycznia 1930, zm. 12 grudnia 2012) – amerykański prezenter radiowy.

## Wyróżnienia
Posiada swoją gwiazdę na Hollywoodzkiej Alei Gwiazd.